# Catedral de la Presentación de la Virgen en el Templo (Gherla)
La Catedral de la Presentación de la Virgen en el Templo o más formalmente Catedral Greco-católica de la Entrada de la Virgen María en la Iglesia (en rumano: Catedrala Greco-Catolică Intrarea în Biserică a Maicii Domnului) Es la iglesia concatedral de la Eparquía de Cluj-Gherla (Eparchia Claudiopolitana-Armenopolitana Romenorum) que fue creada en 1853 por el papa Pio IX mediante la bula "Ad apostolicam sedem". Se encuentra ubicada en la ciudad de Gherla, en el país europeo de Rumania.
La construcción de la catedral fue terminada en 1906. La iglesia fue la catedral de la Eparquía de Gherla hasta 1930, cuando la sede se trasladó a Cluj, en la Catedral de la Transfiguración, y la catedral Gherla se convirtió en co-catedral. Desde 1948 el edificio se utiliza como una parroquia ortodoxa rumana.
A pesar de la promesa hecha el 2 de junio de 2005 por el Patriarca Teoctist de devolver el edificio a la Iglesia greco-católica, este traspaso todavía no se ha terminado de concretar.